# HD 11332
HD 11332，又名CD-48 487，SAO 215673、HR 537，是一颗恒星，视星等为6.14，位于銀經277.77，銀緯-66.33，其B1900.0坐标为赤經1h 46m 19.4s，赤緯-48° -66.33′ 49″。